# Sternschnuppen (Film)
Sternschnuppen (Originaltitel Pick a Star; andere deutsche Titel sind: Pflück’ dir einen Stern! und Lachkatastrophe) ist ein von Hal Roach produzierter und von Metro-Goldwyn-Mayer vertriebener Musicalfilm aus dem Jahr 1937 mit Patsy Kelly, in dem das Komikerduo Stan Laurel und Oliver Hardy als Gäste auftreten.

## Handlung
Ein Talentsucher führt einen Schönheitswettbewerb durch, bei dem die Gewinnerin nicht nur 2.000 Dollar als Preis erhält, sondern auch die Chance bekommt, in einem Hollywood Film aufzutreten. Allerdings werden die Einnahmen der Show gestohlen und die zur Siegerin erklärte Cecilia bleibt ohne Preisgeld.
Joe, dem Veranstalter des Wettbewerbs, ist dies peinlich und er versucht mit einigen Schwierigkeiten, mit einem Aushilfsjob in einer Küche Geld zu verdienen. Recht unvermittelt landet ein Flugzeug in der Nähe. Cecilia ist begeistert, als sie sieht, dass Rinaldo Lopez, ein berühmter Hollywood-Star, darin saß. Nachdem sie Lopez ihre Geschichte erzählt hat, bietet ein Passagier ihr zwei Tickets für Hollywood an, froh, sie los zu sein.
Cecilias Schwester Nellie bekommt das zweite Ticket und gemeinsam steigen die Schwestern in das Flugzeug. Am nächsten Morgen erhält Joe einen Anruf, der ihn über die Ankunft der beiden informiert, und trifft sie später in einem Hotel. Am Abend speisen die Schwestern im Colonial Club, ohne zu wissen, dass Joe dort inzwischen als Kellner arbeitet. Joe versucht, diese Tatsache zu verheimlichen, indem er vorgibt, Teil der Bühnenshow zu sein. Das führt allerdings nur zu seinem Rauswurf.
Cecilia wendet sich Rinaldo zu und geht mit ihm aus. Joe folgt ihnen und wird von einem Auto angefahren, in dem der Besitzer eines Filmstudios, Mr. Klawheimer, sitzt. Joe bittet ihn um einen Job und wird ins Studio geschickt. Zufälligerweise sind Cecilias und Nellie mit Rinaldo auch genau dorthin gegangen.
Im Studio wird mit der berühmten Dagmar gedreht, die am Set ein Lied zu Gehör bringt.
Nun erscheinen Laurel und Hardy am Set, um Anweisungen zu erhalten – von keinem Geringeren als dem als Regisseur agierenden James Finlayson. Es folgt eine aufwändige Nummer, bei der Hunderte von Statisten singen und tanzen. Danach eskortiert Rinaldo Cecilia aus dem Gebäude, während Nellie zurückbleibt, um weitere Dreharbeiten zu beobachten.
Laurel und Hardy erscheinen erneut, nun als Mexikaner verkleidet, um eine Bar-Szene eines Westerns zu drehen. Sie betreten das Set und schüchtern die meisten Statisten ein, bis auf einen Mann, der an der Bar sitzt. Der bekommt von Laurel und Hardy Flaschen auf den Kopf geschlagen. Begeistert von der komischen Nummer fragt Nellie, ob es weh tue, eine Glasflasche über dem Kopf zerschlagen zu bekommen. Sie solle es an ihnen ausprobieren und als sie es tut, nimmt sie natürlich eine echte Flasche in die Hand. Laurel und Hardy gehen zu Boden.
Im nächsten Akt umwirbt Rinaldo Cecilia in seiner Wohnung. Er schenkt ihr einen Ring, aber als sie dies als Zeichen der Verlobung missversteht, flippt Rinaldo aus. Joe und Nellie kommen hinzu und retten, was zu retten ist: Rinaldo bietet Cecilia an, ihr eine Probeaufnahme zu besorgen.
Am nächsten Tag im Studio sitzt Cecilia auf dem Schminkstuhl, während Laurel und Hardy in einem Nebenraum sitzen und Laurel in sehr komischer Art verschiedene Blasinstrumente spielt, was Hardy dem Wahnsinn nahe bringt.
Cecilia betritt das Set für ihre Gesangsprobe, aber sie schafft es nicht, zu überzeugen. Joe erscheint am Rande und ermutigt sie, weiterzumachen. Er bittet sie, Klavier zu spielen, während er singt. Sie stellt sich vor, dass ein Orchester um sie herum spielt, während sie ihr Lied „Pick A Star“ vorträgt.
Doch noch ist kein Happy End erreicht. Die Schlussszenen führen zu Nellies Ausruf: „Ein Glück, dass ich den los bin!“

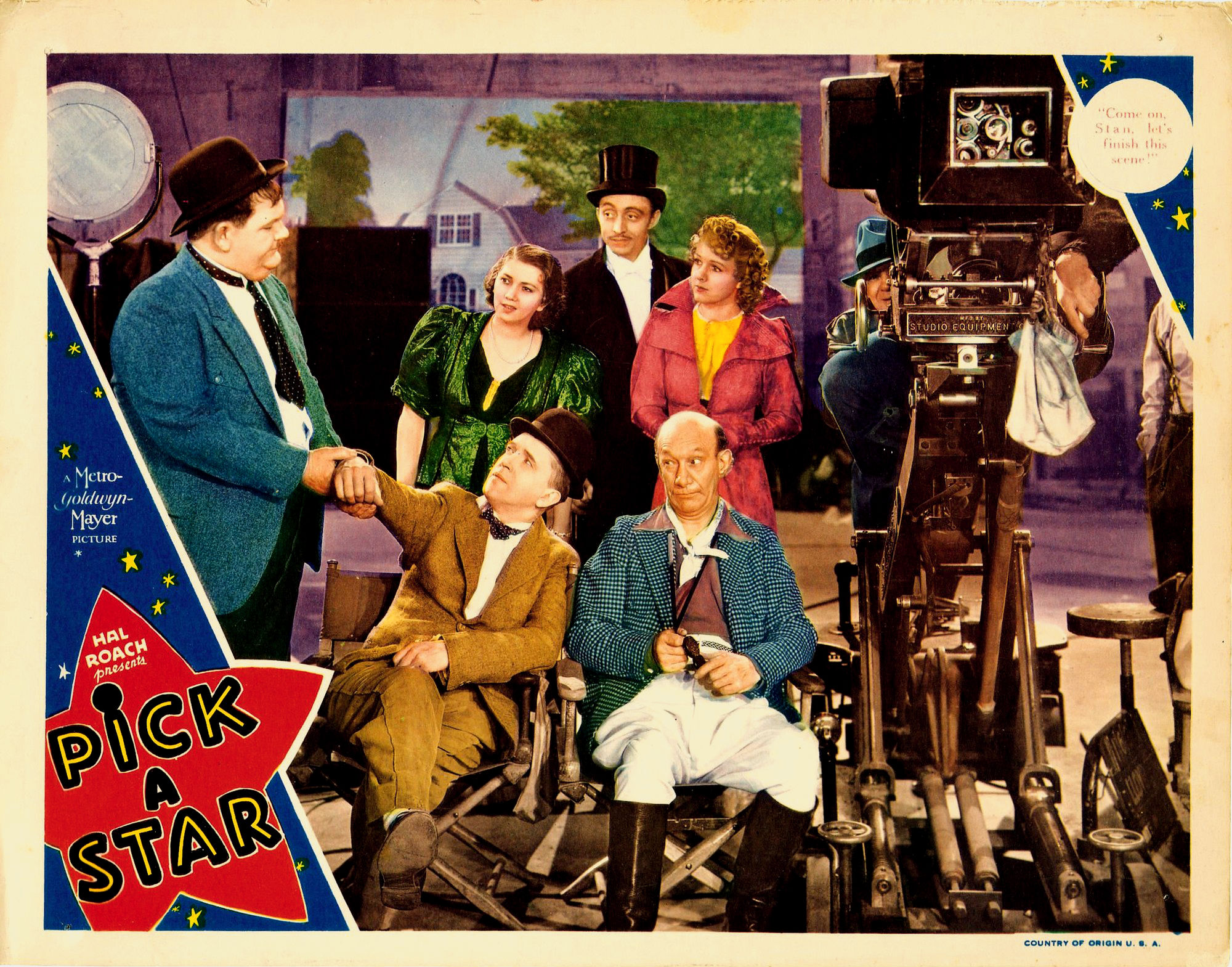
Filmplakat (nachkoloriert)

## Produktion
Pick a Star wurde von Mitte November 1936 bis Anfang Januar 1937 gedreht und kam am 21. Mai 1937 in die Kinos.
Am 16. November 1936 nahmen Laurel und Hardy einen Tag Auszeit von den Dreharbeiten zu Zwei ritten nach Texas, um die Gastszenen für Pick a Star zu drehen. Auch James Finlayson, Rosina Lawrence und May Wallace wirken in beiden Filmen mit.
Laurel und Hardy waren 1937 auf dem Höhepunkt ihrer Popularität. Kinobesitzer annoncierten Pick a Star deswegen häufig als Film der beiden, was viel Kritik auslöste. Dies war bedauerlich, da der Film viel Charme hat und den meisten Hal Roach Filmen, die ohne das Duo gedreht wurden, weit überlegen ist. Wenn auch die Auftritte von Laurel und Hardy in Pick a Star quantitativ  gering sind, zählen sie trotzdem zu den Höhepunkten des Werks. Die Produktion fiel auch in eine Zeit, in der sich die vertraglichen Bindungen zwischen Laurel und Hardy einerseits und Hal Roach andererseits dem Ende zu neigten. Es gab offizielle Meldungen, dass nur noch zwei weitere Filme in dem brillanten Dreiklang geplant seien. Kino ohne Laurel und Hardy schien aber vielen gar nicht denkbar, so William K. Everson in seinem Standardwerk.
James Finlayson, der in Deutschland auch als Sergeant Schnauzbart bekannt ist, tritt in Pick A Star originellerweise ohne seinen markanten und namengebenden Schnäuzer auf.

## Kritik
„Wirres Werk mit zwei kurzen Highlights“, lautet das Fazit auf cinema.de
Dave Lord Heath fasst zusammen: „Eine unterhaltsame Komödie, viel besser als man erwarten würde. So gut die Laurel- und Hardy-Szenen auch sind, sie sind hier fehl am Platz und ruinieren die Kontinuität und den reibungslosen Ablauf des Films.“
„In Pick a Star haben Laurel und Hardy ausnahmsweise mal Gastauftritte in einem Film, der auch dann recht unterhaltsam ist, wenn sie nicht auf der Leinwand zu sehen sind. Er ist zwar kein Meisterwerk, aber wenigstens schaut man nicht auf die Uhr oder liest ein Buch, während man darauf wartet, dass Laurel und Hardy ihren Auftritt haben“, meint John Larrabee.